# Araboğlu Hacı Melidon Kalfa
Araboğlu Hacı Melidon Kalfa († 1735 oder September/Oktober 1742) war ein armenischer Hofarchitekt des 18. Jahrhunderts. Er stand in den Jahren 1717 bis 1735 im Dienst der osmanischen Sultane Ahmet III. und Mahmut I. 1734 erbaute er die Hekimoğlu Ali Pascha-Moschee. 

## Leben
Seine Geburts- und Sterbedaten sind nicht bekannt. Es ist möglich, dass er 1735 gestorben ist. Die türkische Enzyklopädie Dünden Bugüne Istanbul Ansiklopedisi geht vom Sterbedatum September/Oktober 1742 aus. Melidon Araboğlu war Einzelkind einer armen Familie. 
Er stammte aus dem Dorf Darsiyah bei Gassaria, heute Kayseri. 
Melidon Araboğlu war der einflussreichste Armenier seiner Zeit im osmanischen Staatsdienst. 

## Bauwerke
- Kumkapı: Surp Asdvadzadzin Patriarchatskirche (* 1608). Wiederaufbau gemeinsam mit Sarkis Kalfa, 1719.
- Psamatya: Surp Kevork-Kirche, 1722
- Balat: Umbau der Surp Hıreşdagabed-Kirche (* 1628) im Jahr 1730
- Hekimoğlu Ali Pascha Cami, 1734

## Quelle
- Kevork Pamukciyan: Biyografileriyle Ermeniler, 2003

| Personendaten    | Personendaten                              |
| ---------------- | ------------------------------------------ |
| NAME             | Araboğlu, Hacı Melidon Kalfa               |
| ALTERNATIVNAMEN  | Araboğlu, Melkon; Araboğlu, Melidon        |
| KURZBESCHREIBUNG | armenischer Architekt und Baumeister       |
| GEBURTSDATUM     | 17. Jahrhundert                            |
| STERBEDATUM      | 1735 oder September 1742 oder Oktober 1742 |